# Protestes a la frontera de Gaza de 2018
Les protestes a la frontera de Gaza de 2018 són una sèrie de manifestacions convocades des del 30 de març de 2018, durant el Dia de la Terra palestina, on desenes de milers de palestines van participar en una protesta anomenada Gran Marxa del Retorn a la Franja de Gaza, prop de la frontera israeliana. Les protestes exigiren que als refugiats palestins i als seus descendents se'ls permetés tornar a la seva terra d'origen. També van protestar pel bloqueig de la Franja de Gaza.

## Esdeveniments

Mapa de la Franja de Gaza

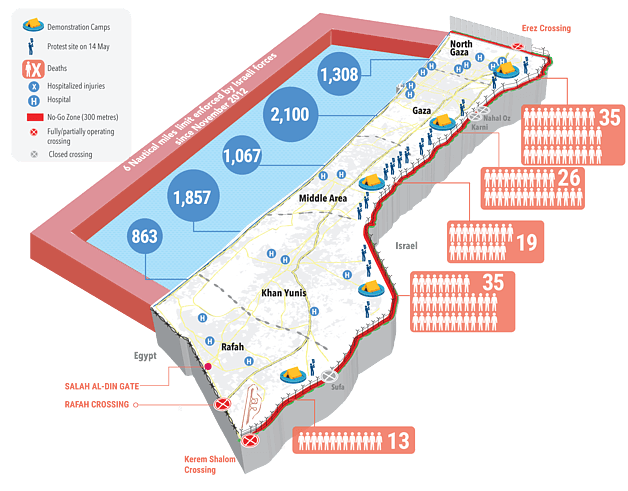
Morts causats per franctiradors israelians en data de 31 de maig de 2018

L'organització de les protestes va ser iniciada per activistes independents amb el suport de Hamàs, així com d'altres faccions importants a la Franja de Gaza. Des de l'inici de les protestes, les forces israelianes han assassinat 168 palestins alguns dels quals - segons Israel - membres de diverses organitzacions armades palestines. 40 d'aquestes van morir durant les protestes. Pel altra banda, cap soldat o civil israelià fou ferit o mort.
En el primer esdeveniment, el 30 de març, trenta mil palestins van participar en la protesta a prop de la frontera. Aquell mateix dia, les forces militars israelianes van assassinar 17 persones. Segons Israel, vuit d'aquestes persones eren membres de les Brigades Izz ad-Din al-Qassam, branca armada de Hamàs. Les protestes aviat es van tornar violentes: la majoria dels manifestants, als campaments aixecats per a mantenir la mobilització permanentment a centenars de metres de la frontera, van manifestar-se pacíficament, però grups formats principalment per homes joves es van acostar a la frontera llençant pneumàtics cap a la tanca i pedres i còctels Molotov a les tropes israelianes.
El campament de mobilització permanent es mantingué vigent des del primer dia. Les protestes més significatives des de llavors van ser el 6, 13, 20 i 27 d'abril i el 4 de maig, cadascun amb més de 10.000 manifestants. Des del mateix dia 6 d'abril, els manifestants van portar un gran nombre de pneumàtics per crear escuts de fum durant les protestes. Segons els testimonis, els palestins llençaven pedres i còctels Molotov a la tanca, mentre que les militars israelianes utilitzaven gasos lacrimògens i munició real contra els manifestants i els periodistes.
El dilluns 14 de maig, dia de l'obertura de l'ambaixada dels Estats Units a Jerusalem, les protestes palestines es van estendre a ciutats de Cisjordània i Jerusalem. L'exèrcit israelià va estimar que 35.000 persones van participar en protestes en 12 localitats de Gaza, amb milers d'aquests apropant-se a la tanca fronterera. Un total de 448 palestins i palestines van resultar ferits per l'impacte de bales, i fins a 35 persones van ser assassinades al llarg del dia.
L'ús d'Israel de la força letal fou condemnat per organitzacions de drets humans i criticat per funcionaris de les Nacions Unides, mentre que els caps militars i civils israelians elogiaren les tropes israelians per les seves accions, que descrigueren com mesures defensives necessàries. Kuwait proposà dues declaracions del Consell de Seguretat de les Nacions Unides demanant una investigació sobre l'assassinat de manifestants palestins per part d'Israel, però els Estats Units les bloquejà.

## Conseqüències
A partir de les Marxes del Retorn de 2018 i 2019, l'ús de mètodes repressius esdevingué una dinàmica constant als territoris ocupats. A la Franja de Gaza, davant de milers de manifestants –la majoria civils i sense armes– que s'acostaven cada setmana per protestar a la tanca de separació, l'exèrcit israelià va usar tot tipus de munició: pilotes de goma, bales de ferro cautxutades i foc real. El balanç: més de 9.000 persones ferides de bala, joves i adults amb extremitats amputades i més de tres centenars de morts –entre els quals es troben menors, un periodista i una jove infermera de 21 anys.